# Brisgnago
Brisgnago, Brusgnacco o Brusgnak (in croato: Brušnjak) è un isolotto disabitato della Dalmazia settentrionale, in Croazia, che fa parte delle isole Incoronate. È situato a ovest di Sit, nel mar Adriatico. In vecchie mappe era tutt'uno con l'adiacente isolotto Boronigo ed era chiamato Bruch. Amministrativamente appartiene al comune Morter-Incoronate, nella regione di Sebenico e Tenin.

## Geografia
Brisgnago delimita a nord il canale di Sit (Sitski kanal). Si trova tra le isole di Curba Piccola e Sit, da cui dista rispettivamente 430 e 580 m. L'isolotto ha una forma irregolare e un'altezza di 37 m; ha una superficie di 0,165 km² e uno sviluppo costiero di 1,99 km. A nord-est, a pochi metri, uno scoglio senza nome si trova tra Brisgnago e Boronigo: un tempo erano mappati come una sola isola.

### Isole adiacenti
- Scoglich[5] (Pelin), piccolo scoglio con un'area di 2784 m²[8], 330 m a nord-ovest 43°55′33.24″N 15°16′32.08″E.
- Boronigo[4][10] o Gorovnik[5] (Borovnik), isolotto di forma triangolare; misura circa 220 m[2], ha una superficie di 0,033 km²[8], uno sviluppo costiero di 725 m[8] e un'altezza di 24 m; si trova 140 m[2] a nord-est 43°55′37″N 15°17′16″E.

### Cartografia
- (HR) Mappa topografica della Croazia 1:25000, su preglednik.arkod.hr. URL consultato il 22 ottobre 2017.
- G. Giani, Carta prospettiva delle Comuni censuarie della Dalmazia, foglio 2, 1839. Fondo Miscellanea cartografica catastale, Archivio di Stato di Trieste.
- Carta di cabottaggio del mare Adriatico, foglio VII, Milano, Istituto geografico militare, 1822-1824. URL consultato il 26 febbraio 2021 (archiviato dall'url originale il 13 aprile 2013).